# Estel-Anaïs Hubaud
Estel-Anaïs Hubaud, née le 27 août 1996 à Gap, est une nageuse synchronisée française.
Elle a remporté 19 titres de championne de France de natation synchronisée (en solo, duo et combiné) depuis 2009.